# 魯滕貝克河
51°13′43″N 7°06′12″E / 51.228671°N 7.103264°E

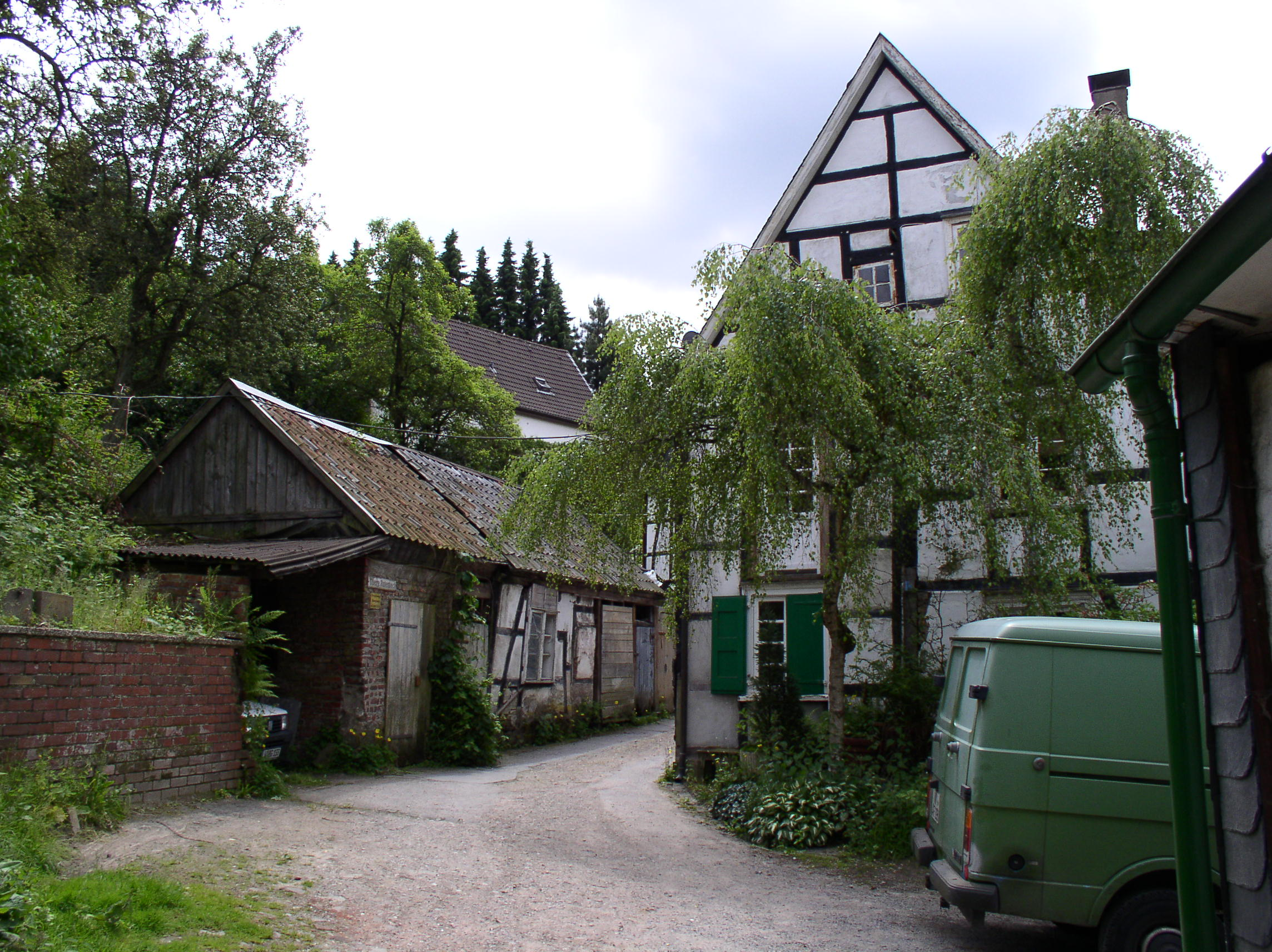

魯滕貝克河（德語：Rutenbeck），是德國的河流，位於該國西部，處於北萊茵-威斯特法倫州，屬於伍珀河的左支流，河道全長2.4公里，流域面積1.4平方公里。